# А̂
Cette page contient des caractères spéciaux ou non latins. S’ils s’affichent mal (▯, ?, etc.), consultez la page d’aide Unicode.
Ne doit pas être confondu avec la lettre latine a accent circonflexe Â.
Le a accent circonflexe (capitale А̂, minuscule а̂) est une lettre de l’alphabet cyrillique utilisée en oudihé. Elle est composée d’un А avec un accent circonflexe.

## Utilisations
La lettre cyrillique a accent circonflexe ‹ а̂ › a été utilisée dans l’orthographe ukrainienne maximovitchivka (uk) proposée par Mikhaïl Maximovitch en 1827.

## Représentation informatique
Le a accent circonflexe peut être représenté avec les caractères Unicode suivants (cyrillique, diacritiques) :
| formes    | représentations | chaînes de caractères | points de code | descriptions                                                 |
| --------- | --------------- | --------------------- | -------------- | ------------------------------------------------------------ |
| capitale  | А̂               | А◌̂                    | U+0410 U+0302  | lettre majuscule cyrillique a diacritique accent circonflexe |
| minuscule | а̂               | а◌̂                    | U+0430 U+0302  | lettre minuscule cyrillique a diacritique accent circonflexe |